# Bateria artylerii nr 43 (XLIII)
43 (XLIII) Bateria artylerii, w dokumentach do mobilizacji nosiła numer 40 (XL) – polska dwudziałowa bateria artylerii przeciwdesantowej kalibru 75 mm, ustawiona na wschód od wejścia do Portu Władysławowo, Półwyspu Helskiego (od strony morza). Wchodziła w skład Dywizjonu Artylerii Nadbrzeżnej, Rejonu Umocnionego Hel.

## Sformowanie i opis baterii
Z uwagi na potrzebę zabezpieczenia podejść do portów Władysławowo, Jastarnia i Helu oraz wzmocnienia artylerii nadbrzeżnej, oraz biorąc pod uwagę niedostatki finansowe, Kierownictwo Marynarki Wojennej postanowiło wykorzystać posiadane w magazynach zapasy armat kal. 75 mm wz. 1897 na podstawach morskich wz. 1916. Armaty te pochodziły z przezbrojonych oraz wycofanych z eksploatacji okrętów Floty i Flotylli Rzecznej. Zawiązki baterii sformowano pod koniec roku 1938 w ramach etatu pokojowego dywizjonu artylerii nadbrzeżnej. Baterię we Władysławowie formowano posługując się nazwą bateria artylerii nr 40 (XL), planując ją jako baterię 4-działową. Zamiast planowanych 4 armat wyposażono ją w 2 armaty kal. 75 mm Schneider wz.1897 na podstawie morskiej, osadzone na wybetonowanym stanowisku ogniowym, z kierunkiem ostrzału „na morze” celem zwalczania jednostek nawodnych nieprzyjaciela. Poza tymi zadaniami bateria miała wspierać oddziały lądowe na pozycjach przy nasadzie półwyspu Hel. W tym celu wykonano przesieki w lesie. Organizowanie i usadowienie baterii w terenie prowadzono w okresie wiosny i początków lata 1939 roku. Z uwagi na zmianę jej siły bojowej prawdopodobnie zmieniono też jej numer na 43. Pierwszym dowódcą baterii był por. mar. Witold Wyrostek. Szef KMW wystąpił 16 maja 1939 r. do Szefa Sztabu Głównego WP o wpisanie utworzonych baterii do tabel mobilizacyjnych, lecz bezskutecznie, wobec tego mobilizacja personelu nastąpiła poza planem mobilizacyjnym „W” z nadwyżek Marynarki Wojennej. W trakcie mobilizacji alarmowej baterię zmobilizowano w grupie zielonej od 23 sierpnia w czasie 36 godzin na podstawie rozkazu Kierownictwa Marynarki Wojennej L.778/Mob./39. Od mobilizacji alarmowej zastępcą dowódcy został ppor. rez. mar. Henryk Borakowski.

## Bateria nr 43 w kampanii wrześniowej
Po zniszczeniu lub ciężkim uszkodzeniu w dniu 6 września 1 armaty ze składu baterii, rozkazem dowódcy Rejonu Umocnionego Hel kmdr. Włodzimierza Steyera 8 września drugą armatę wraz z pozostałością personelu przeniesiono w pobliże Chałup.
Wykaz pojedynków baterii XXXI z niemieckimi okrętami:
- 6 IX godz. 15:03 ostrzał przez 43 baterię wspólnie z armatami 75 mm „oświetlającymi” baterii nr XXXI zespołu trałującego 1. R. Flotille (1 Flotylla Kutrów Trałowych), jednostki wycofały się pod osłoną zasłony dymnej,
- 6 IX w godz. 21.37 – 21.41 bateria ostrzelała trałowce M 4, M 5, M 8, które odpowiedziały 11 salwami swojej artylerii, w wyniku czego zostało zniszczone 1 działo baterii,
- 12 IX o godz. 8.35 działo baterii wraz z bateriami nr 42 i 44 ostrzelały trałowiec „Otto Braun”, który został trafiony w dziobówkę, rany odniosło 5 marynarzy,
- 20 IX w godz. 14.25 – 14.35 działo baterii ostrzelało trałowce M 3 i M 4, z których w pobliżu M 4 zlokalizowano wybuchy, okręt odpowiedział 6 strzałami,
- 22 IX w godz. 14.45 – 15. 00 działo baterii ostrzelało trałowiec M 3, który odpowiedział 21 strzałami,
- 23 IX w godz. 10.50 – 10.55 działo baterii ostrzelało trałowce M 3, M 4 i M 8, zespół odpowiedział ogniem oddając 21 salw, bez efektów[5].

## Obsada personalna
dowództwo baterii:
- dowódca baterii - por. mar. Witold Prowans (22 VII - 2 X 1939)[6]
- zastępca dowódcy baterii - ppor. rez. mar. Henryk Borakowski